# Elvira Schweida
Elvira Schweida, verheiratete Elvira Brakl, (1870 in Pest – nach 1902) war eine ungarische Opernsängerin (Sopran).

## Leben
Schweida war die Tochter des in Ungarn bekannten Komponisten und Professors der Musik Rudolf Schweida. Er war auch ihr Lehrer und 1893 debütierte sie als „Undine“ am Stadttheater Zürich, war hierauf in Mainz, Teplitz, Bern etc. engagiert und nahm späterhin kein fixes Engagement mehr an.
Ihre beliebtesten Partien waren „Agathe“, „Nedda“, „Santuzza“, „Pamina“, „Regimentstochter“ etc. Sie besaß eine selten hohe Sopranstimme, war durchaus musikalisch und übte mit großem Ernst und Fleiß sowie mit anerkennenswerter Hingabe ihre künstlerische Tätigkeit aus.
Ihr Lebensweg nach 1902 ist unbekannt.
Verheiratet war sie mit dem Theaterschauspieler und Sänger Adolf Brakl; Franz Josef Brakl und C. M. Brakl waren ihre Schwager.